# Gastrin-oslobađajući peptidni receptor
Gastrin-oslobađajući peptidni receptor (GRPR), ili  je G protein-spregnuti receptor čije endogeni ligand je gastrin oslobađajući peptid. Kod ljudi on je visoko izražen u pankreasu, a takođe i u želucu, adrenalnom korteksu i mozgu.
Gastrin-oslobađajući peptid (GRP) reguliše brojne funkcije gastrointestinalnog i centralnog nervnog sistema, koje obuhvataju oslobađanje gastrointestinalnih hormona, kontrakcije glatkih mišića, proliferaciju epitelnih ćelija i koji je potentan mitogen neoplastičnog tkiva. GRP dejstvo je posredovano kroz gastrin-oslobađajući peptidni receptor. Ovaj receptor je glikozilirani, 7-transmembranski G-protein spregnuti receptor koji aktivira signalni put fosfolipaze C. Ovaj receptor je aberantno izražen u brojnim tipovima raka, kao što je rak pluća, debelog creva, i prostate.
Transkripcioni faktor CREB je regulator humane GRP-R ekspresije kod raka debelog creva.

## Literatura
1. ↑  „Bombesin Receptors: BB2”. IUPHAR Database of Receptors and Ion Channels. International Union of Basic and Clinical Pharmacology. Архивирано из оригинала 03. 03. 2016. г.
2. ↑  Benya RV, Kusui T, Pradhan TK, Battey JF, Jensen RT (1995). „Expression and characterization of cloned human bombesin receptors”. Mol. Pharmacol. 47 (1): 10—20. PMID 7838118. Архивирано из оригинала 06. 09. 2008. г. Приступљено 04. 06. 2011.
3. ↑  Corjay MH, Dobrzanski DJ, Way JM, Viallet J, Shapira H, Worland P, Sausville EA, Battey JF (1991). „Two distinct bombesin receptor subtypes are expressed and functional in human lung carcinoma cells.”. J. Biol. Chem. 266 (28): 18771—18779. PMID 1655761.
4. ↑  „Entrez Gene: GRPR gastrin-releasing peptide receptor”.
5. ↑  Chinnappan D, Qu X, Xiao D, Ratnasari A, Weber HC (2008). „Human gastrin releasing peptide receptor gene regulation requires transcription factor binding at two distinct cre sites”. Am. J. Physiol. Gastrointest. Liver Physiol. 295 (1): G153. PMC 2494719 . PMID 18483184. doi:10.1152/ajpgi.00036.2008.

## Dodatna literatura
- Corjay MH; Dobrzanski DJ; Way JM;  . (1991). „Two distinct bombesin receptor subtypes are expressed and functional in human lung carcinoma cells.”. J. Biol. Chem. 266 (28): 18771—9. PMID 1655761.
- Alitalo T; Francis F; Kere J;  . (1995). „A 6-Mb YAC contig in Xp22.1-p22.2 spanning the DXS69E, XE59, GLRA2, PIGA, GRPR, CALB3, and PHKA2 genes.”. Genomics. 25 (3): 691—700. PMID 7759104. doi:10.1016/0888-7543(95)80012-B.
- Benya RV; Kusui T; Pradhan TK;  . (1995). „Expression and characterization of cloned human bombesin receptors.”. Mol. Pharmacol. 47 (1): 10—20. PMID 7838118.
- Giladi E, Nagalla SR, Spindel ER (1993). „Molecular cloning and characterization of receptors for the mammalian bombesin-like peptides.”. J. Mol. Neurosci. 4 (1): 41—54. PMID 8391296. doi:10.1007/BF02736689.
- Maslen GL, Boyd Y (1993). „Comparative mapping of the Grpr locus on the X chromosomes of man and mouse.”. Genomics. 17 (1): 106—9. PMID 8406441. doi:10.1006/geno.1993.1290.
- Ishikawa-Brush Y; Powell JF; Bolton P;  . (1997). „Autism and multiple exostoses associated with an X;8 translocation occurring within the GRPR gene and 3' to the SDC2 gene.”. Hum. Mol. Genet. 6 (8): 1241—50. PMID 9259269. doi:10.1093/hmg/6.8.1241.
- Heidary G; Hampton LL; Schanen NC;  . (1998). „Exclusion of the gastrin-releasing peptide receptor (GRPR) locus as a candidate gene for Rett syndrome.”. Am. J. Med. Genet. 78 (2): 173—5. PMID 9674911. doi:10.1002/(SICI)1096-8628(19980630)78:2<173::AID-AJMG15>3.0.CO;2-K.
- Shriver SP; Bourdeau HA; Gubish CT;  . (2000). „Sex-specific expression of gastrin-releasing peptide receptor: relationship to smoking history and risk of lung cancer.”. J. Natl. Cancer Inst. 92 (1): 24—33. PMID 10620630. doi:10.1093/jnci/92.1.24.
- Xiao D, Wang J, Hampton LL, Weber HC (2001). „The human gastrin-releasing peptide receptor gene structure, its tissue expression and promoter.”. Gene. 264 (1): 95—103. PMID 11245983. doi:10.1016/S0378-1119(00)00596-5.
- Carroll RE; Matkowskyj K; Saunthararajah Y;  . (2002). „Contribution of gastrin-releasing peptide and its receptor to villus development in the murine and human gastrointestinal tract.”. Mech. Dev. 113 (2): 121—30. PMID 11960700. doi:10.1016/S0925-4773(02)00032-1.
- Qu X, Xiao D, Weber HC (2002). „Human gastrin-releasing peptide receptor mediates sustained CREB phosphorylation and transactivation in HuTu 80 duodenal cancer cells.”. FEBS Lett. 527 (1-3): 109—13. PMID 12220644. doi:10.1016/S0014-5793(02)03177-0.
- Xiao D, Qu X, Weber HC (2003). „GRP receptor-mediated immediate early gene expression and transcription factor Elk-1 activation in prostate cancer cells.”. Regul. Pept. 109 (1-3): 141—8. PMID 12409226. doi:10.1016/S0167-0115(02)00197-0.
- Uchida K; Kojima A; Morokawa N;  . (2003). „Expression of progastrin-releasing peptide and gastrin-releasing peptide receptor mRNA transcripts in tumor cells of patients with small cell lung cancer.”. J. Cancer Res. Clin. Oncol. 128 (12): 633—40. PMID 12474049. doi:10.1007/s00432-002-0392-8.
- Strausberg RL; Feingold EA; Grouse LH;  . (2003). „Generation and initial analysis of more than 15,000 full-length human and mouse cDNA sequences.”. Proc. Natl. Acad. Sci. U.S.A. 99 (26): 16899—903. PMC 139241 . PMID 12477932. doi:10.1073/pnas.242603899.
- Shumyatsky GP; Tsvetkov E; Malleret G;  . (2003). „Identification of a signaling network in lateral nucleus of amygdala important for inhibiting memory specifically related to learned fear.”. Cell. 111 (6): 905—18. PMID 12526815. doi:10.1016/S0092-8674(02)01116-9.
- Glover SC, Tretiakova MS, Carroll RE, Benya RV (2003). „Increased frequency of gastrin-releasing peptide receptor gene mutations during colon-adenocarcinoma progression.”. Mol. Carcinog. 37 (1): 5—15. PMID 12720295. doi:10.1002/mc.10117.
- Waters CM; MacKinnon AC; Cummings J;  . (2003). „Increased gastrin-releasing peptide (GRP) receptor expression in tumour cells confers sensitivity to [Arg6,D-Trp7,9,NmePhe8]-substance P (6-11)-induced growth inhibition.”. Br. J. Cancer. 88 (11): 1808—16. PMC 2377129 . PMID 12771999. doi:10.1038/sj.bjc.6600957.
- Scott N; Millward E; Cartwright EJ;  . (2004). „Gastrin releasing peptide and gastrin releasing peptide receptor expression in gastrointestinal carcinoid tumours.”. J. Clin. Pathol. 57 (2): 189—92. PMC 1770197 . PMID 14747448. doi:10.1136/jcp.2003.10660.
- Chen PW, Kroog GS (2005). „Alterations in receptor expression or agonist concentration change the pathways gastrin-releasing peptide receptor uses to regulate extracellular signal-regulated kinase.”. Mol. Pharmacol. 66 (6): 1625—34. PMID 15361544. doi:10.1124/mol.104.001206.
- Gerhard DS; Wagner L; Feingold EA;  . (2004). „The status, quality, and expansion of the NIH full-length cDNA project: the Mammalian Gene Collection (MGC).”. Genome Res. 14 (10B): 2121—7. PMC 528928 . PMID 15489334. doi:10.1101/gr.2596504.

## Spoljašnje veze
- „Bombesin Receptors: BB2”. IUPHAR Database of Receptors and Ion Channels. International Union of Basic and Clinical Pharmacology. Архивирано из оригинала 03. 03. 2016. г.
- GPCR baza podataka -  receptor Архивирано на веб-сајту  (3. март 2016)
- Receptors,+Bombesin на 